# Cicindela patruela
Espèce
Synonymes
Cicindela patruela, communément appelé la Cicindèle verte des pinèdes, est une espèce de coléoptères carabidés originaire d'Amérique du Nord.

## Description
L'adulte mesure de 12 à 14,5 mm de longueur. Ses élytres sont vert métallique et portent chacun trois taches blanchâtres: la lunule humérale, la lunule médiane et la lunule apicale. 
Vermiforme et blanchâtre, la larve mesure jusqu'à 25 mm de long et vit dans un terrier vertical, comme c'est typiquement le cas chez les cicindèles.

## Habitat et répartition
C. patruela est associé aux forêts ouvertes dominées par les pins (Pinus spp.) ou les chênes (Quercus spp.). On le retrouve au Canada, en Ontario et au Québec, et dans les états américains suivants: Connecticut, District de Columbia, Géorgie, Indiana, Kentucky, Maryland, Massachusetts, Michigan, Minnesota, New Hampshire, New Jersey, New York, Caroline du Nord, Ohio, Pennsylvanie, Rhode Island, South Carolina, Tennessee, Vermont, Virginie, Virginie-Occidentale, Wisconsin.

## Statut
C. patruela est considérée comme une espèce en voie de disparition au Canada.